# Franck (cráter)

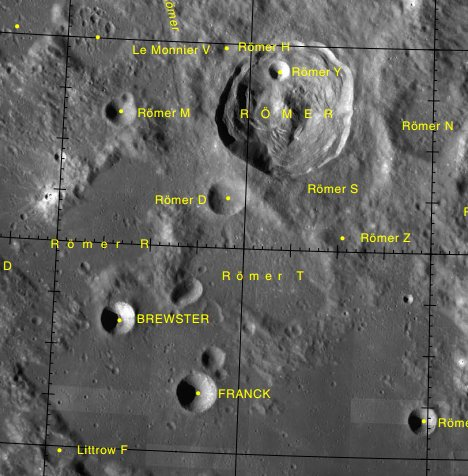
Localización de Franck. Fotografía de la misión LRO

Franck es un pequeño cráter de impacto lunar que se encuentra cerca del extremo norte del Sinus Amoris, una bahía en la parte norte del Mare Tranquillitatis. El cráter se encuentra justo al sureste del cráter Brewster, y más al sur de Römer. Franck fue designado previamente Römer K antes de ser renombrado por la IAU.
|  |

Se trata de un cráter circular, con forma de cuenco y con un borde agudo que no ha sido erosionado significativamente. Las paredes interiores presentan una suave pendiente hacia la pequeña plataforma situada en el punto medio. Justo al norte de Franck aparece un par de cráteres unidos entre sí más pequeños, y entre los tres prácticamente forman un mismo grupo, resultado de la fusión de sus correspondientes impactos.